# Colt 1860 Army
El Colt Army Model 1860 és un revòlver d'acció única de calibre .44 de cap & ball utilitzat durant la Guerra Civil Americana fabricat per Colt's Manufacturing Company. Va ser utilitzat com a braç lateral per la cavalleria, la infanteria, les tropes d'artilleria i les forces navals.

## Història

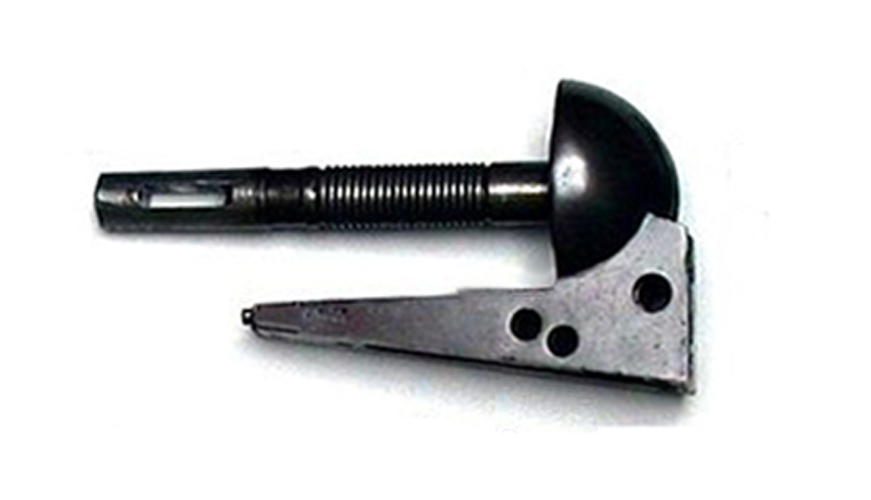
Marc Colt Army '60 amb passador de tambor

El Colt 1860 Army utilitza el mateix calibre .36 que el 1851 Navy. El marc s'alleuja per permetre l'ús d'un tambor rebaixat que permet que li permet acceptar el calibre .44. El canó del Colt 1860 Army té un con de forçament que és visiblement més curt que el del 1851 Navy, la qual cosa permet que el revòlver 1860 Army tingui un tambor més llarg. Una altra característica distintiva de la Colt 1860 Army, introduïda per primera vegada al Colt 1855 Sidehammer Revolver, és la "baqueta" com palanca de càrrega.
Se'n van fabricar més de 200.000 entre 1860 i 1873. El client més gran de Colt va ser el govern dels EUA amb no menys de 129.730 unitats que s'han comprat i lliurat a les tropes. L'arma de foc era un revòlver de sis trets d'una sola acció amb una precisió de 75 a 100 iardes, on les mires fixes normalment es posaven quan es fabricaven. La mira del darrere era una osca al martell, només es podia utilitzar quan el revòlver estava totalment armat.
El model "Army" de calibre Colt .44 va ser el revòlver més utilitzat de la Guerra Civil. Tenia un tambor giratori de sis trets i disparava un 0.454-polzada-diameter (11.5 mm) bala rodona de plom esfèrica, o una bala de punta cònica, normalment propulsada per una càrrega de 30 grans de pólvora negra, que s'encenia per una petita tapa de percussió de coure que contenia una càrrega volàtil de fulminat de mercuri (una substància que explota sobre sotmesa a un impacte fort). El casquet de percussió, quan va ser colpejat pel martell, va encendre la càrrega de pólvora. Quan es disparaven, les bales tenien una velocitat de boca d'uns 900 peus per segon (274 metres/segon), tot i que això depenia de la quantitat de pólvora amb què es carregava.
El tambor sense estries estava "rebaixat", el que significa que la part posterior del tambor tenia un diàmetre més petit que la part davantera. El canó es va arrodonir i suavitzar al marc, igual que el model de la Marina de 1861. El marc, el martell i la palanca del disparador estaven endurits, la resta es blava; les pinces eren de noguera d'una sola peça; i el protector del gallet i la corretja d'adherència davantera eren de llautó mentre que la corretja posterior estava blava."
Una característica distintiva del Model 1860 era que el seu bastidor no tenia corretja superior ni cap component per sobre del tambor. En canvi, la seva força prové del bastidor inferior i de l'eix massiu del tambor fix. Això va fer que l'arma fos més esvelta i lleugera que el seu principal competidor, la Remington Model 1858, però amb una possible pèrdua de força. El passador del tambor fix també significava que calia treure el canó per treure el tambor, a diferència del model 1858, que només requeria l'eliminació del passador de retenció del tambor.

## Variacions

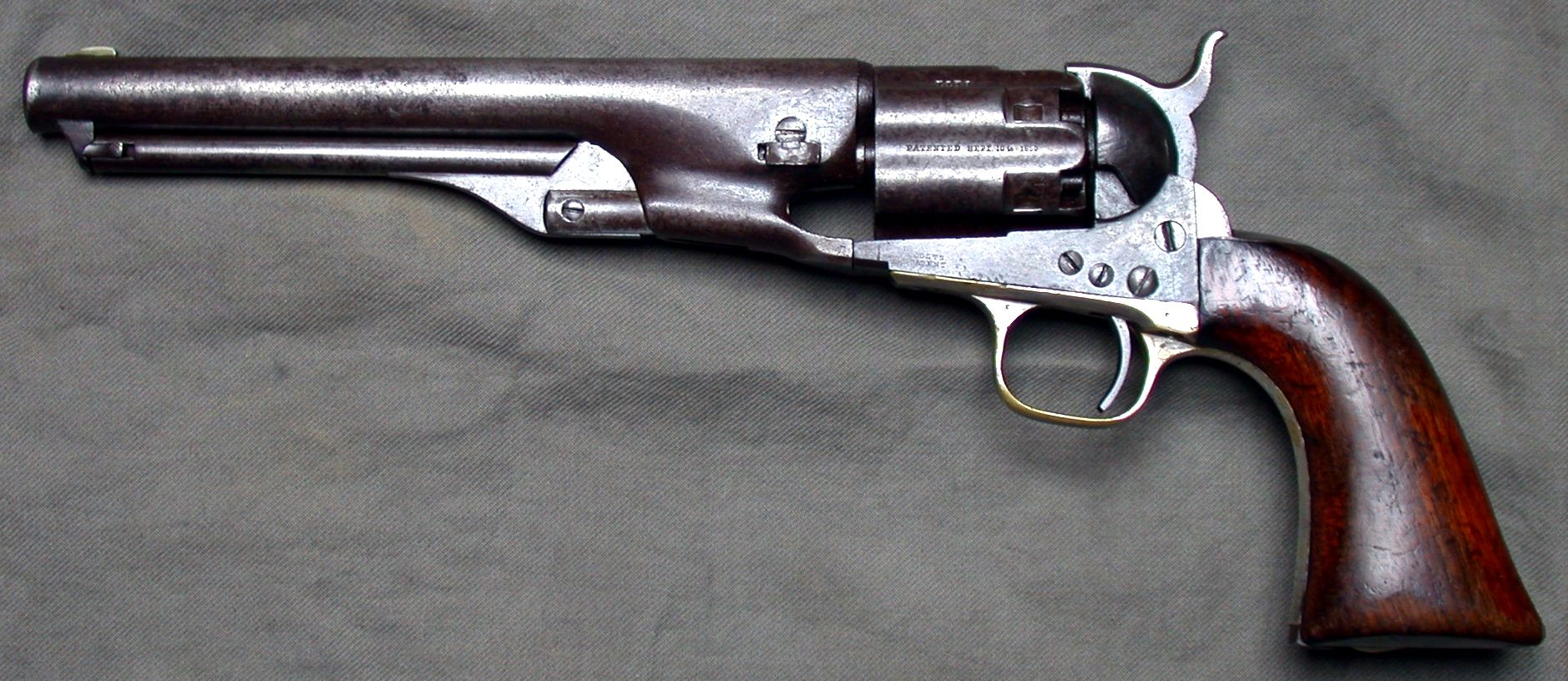
Army 1860 canó de 7,5 polzades núm. de sèrie. 1158

Hi ha molt poques variacions sobre el revòlver de l'exèrcit de 1860, però hi havia una producció limitada d'un model de canó de 7,5 polzades per sota del número de sèrie 3500, i un model alleugerit amb flautes de tambors per sota del número de sèrie 8000. Segons l'importador Cimarron Arms Company, això es va anomenar el "Model de Texas" perquè alguns d'ells van arribar a Texas poc després de la secessió. L'objectiu era fer ús d'acer amb un contingut de carboni controlat i una major resistència, però el tambor aprimat va resultar inadequat i de vegades va arribar a explotar. (ibid Wilson) Inscripció de la patent al tambor: PATENTED SEPT. 10th 1850. Els tambors rebaixats per sobre del número de sèrie 8000 eren sagnats amb un corró amb una escena de batalla mexicana de la Texas Navy i estampats amb COLT PATENT NO seguit dels quatre últims dígits del número de sèrie.

Pietta fabrica una rèplica del Colt Army de 1860 amb un canó de 5 1/2 polzades, encunyat com el " "sheriff's model". Tot i que Colt no va produir aquest model durant les sèries de producció habituals, això no vol dir que no en va produir com a peça de comanda especial. A més a més, sens dubte alguns van ser modificats tallant el canó fins a aquesta longitud pels armers durant l'època en què els revòlvers eren habituals.

## Història
L'abril del 1861, 2.230 exemplars de la producció més antiga de Colt van ser per als distribuïdors al sud de la línia Mason-Dixon. La Marina dels Estats Units va ordenar 900 revòlvers de tambors estriats el maig de 1861, posteriorment emesos als vaixells que feien complir el bloqueig de l'Atlàntic i del Golf. Les ordres de l'exèrcit dels Estats Units també van començar al maig, i s'havien lliurat 127.157 abans que un incendi del 4 de febrer de 1864 deixés fora de funcionament la fàbrica de Colt durant la resta de les hostilitats.

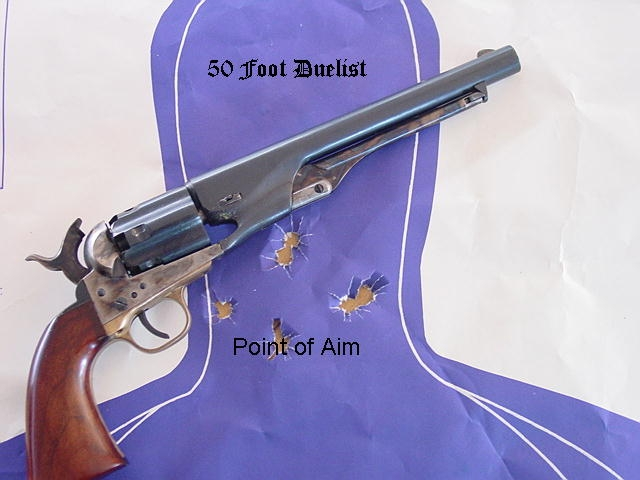
Colt 1860 Army
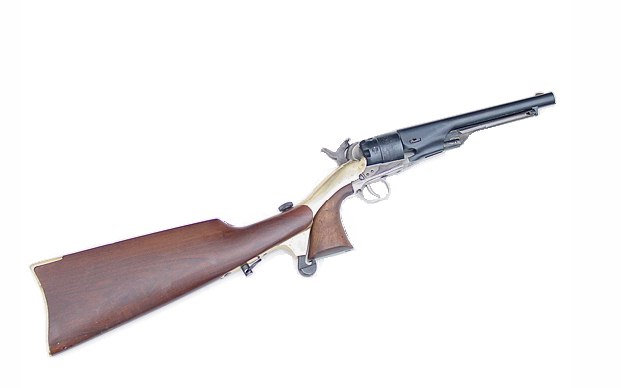
Colt 1860 Army amb culata
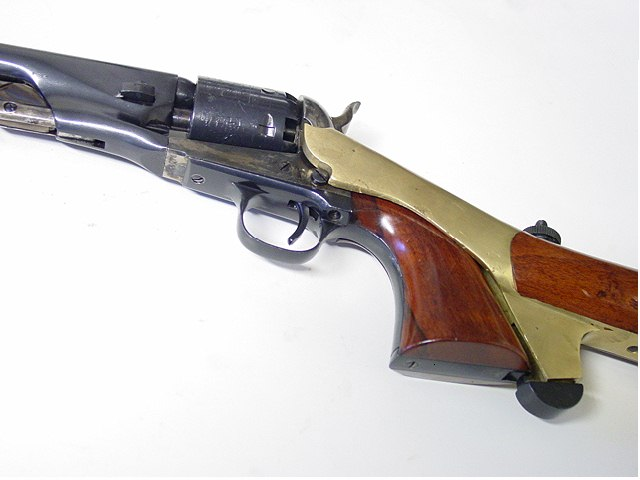
Colt 1860 Army amb culata

## Funcionament

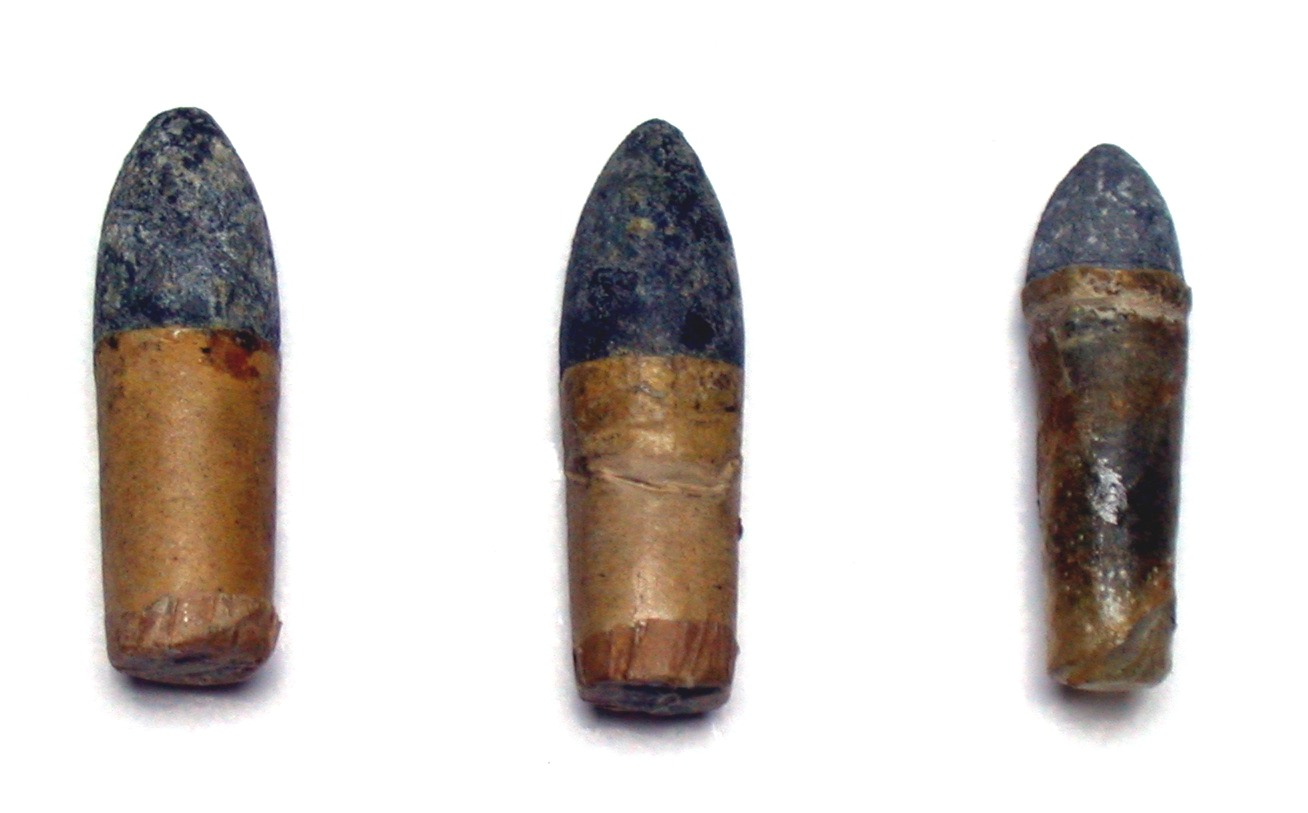
Cartutxos de paper .44 i .36

La càrrega és un procés una mica llarg, amb cadascuna de les sis cambres perforades al tambor giratori carregant-se des de l'extrem frontal o "boca". S'aboca una quantitat mesurada de pólvora negre a una cambra. A continuació, es col·loca una bala de plom a l'obertura de la cambra i s'asseu prement-la fermament amb la palanca de càrrega pivotant que està subjecta sota el canó del revòlver. Per segellar cada cambra, una la bala de plom de 0.454-polzada-diameter (11.5 mm) s'ajusta lleugerament a la vora de la cambra força a dins amb la palanca. Els tiradors també col·loquen sovint un taquet lubricat entre les bales i la pólvora, o, alternativament, posen mantega de porc a la boca de cada recambra per evitar que la pólvora d'una cambra adjacent s'encengui quan el es dispara una pistola, que es coneix com "foc en cadena".
Quan els soldats del segle xix utilitzaven el Colt Model 1860, sovint carregaven l'arma amb cartutxos de paper. Aquests cartutxos constaven d'una càrrega prèviament mesurada de pólvora negre i una bala, embolicades amb paper nitrat (paper que s'havia remullat amb nitrat de potassi i després s'havia assecat, per fer-lo més inflamable). Per carregar cada cambra, només calia lliscar el cartutx a la part davantera de la cambra i asseure la bala amb la palanca de càrrega. A continuació, es va col·locar una tapa de percussió a l'obertura elevada, anomenada mugró, a l'extrem posterior de la cambra.
El Colt 1860 costava aproximadament 20 dòlars per revòlver. Això va ser bastant car durant la dècada de 1860, tant per a l'exèrcit dels Estats Units com per als ciutadans privats. Colt havia estat criticat per aquest preu elevat, i el 1865 el revòlver es va reduir a 14,50 dòlars.
Cal distingir el revòlver Colt "Army" del revòlver Colt "Navy" del qual n'hi havia dos models, el canó octogonal Model 1851 Navy i el de canó rodó Model 1861 Navy, ambdós models de la Marina portaven el calibre més petit .36. Les rèpliques dels revòlvers de la Marina que es venen avui sovint es venen en el calibre .44 històricament incorrecte; originalment, tots els revòlvers de la Marina es fabricaven només en el calibre .36.